# Thria
Thria là một chi bướm đêm thuộc họ Erebidae.